# 蔡廷幹

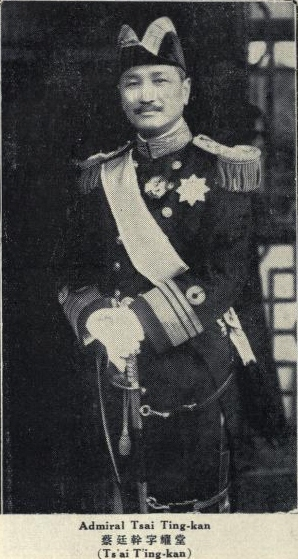

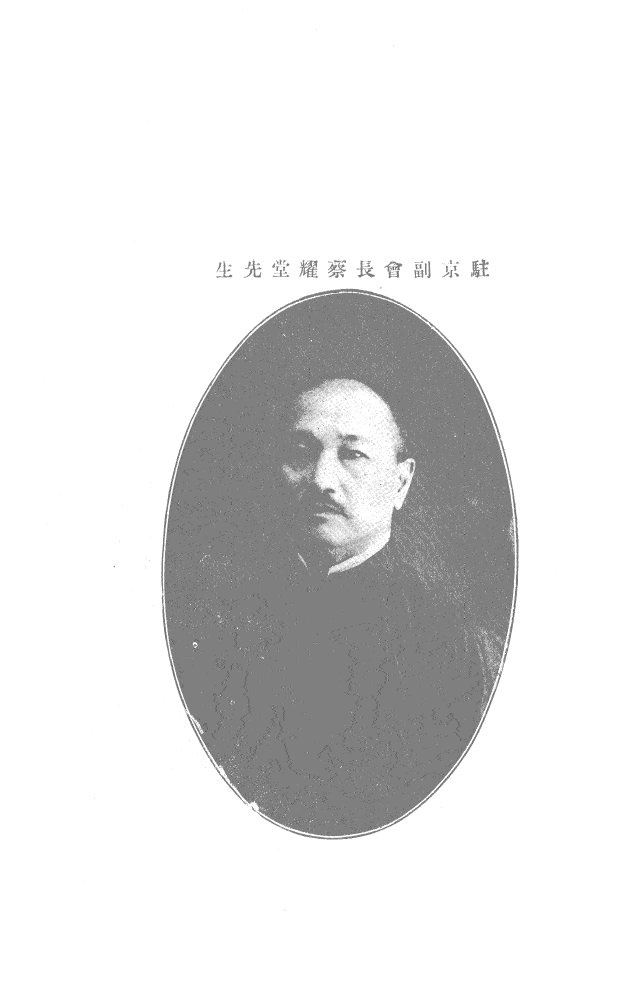

蔡廷幹（1861年4月5日—1935年9月24日），字耀堂，广東省广州府香山县人，清末民初海軍将领、政治家。

## 生平
1873年（同治12年），他被清朝派往美国留学。他从康涅狄格州新不列颠中学毕业後，到马萨诸塞州洛厄尔的機械工場学习机械操作。
1881年（光緒7年）他归国，入学天津水雷学堂。毕業後他任大沽口砲台魚雷艇管带。1894年（光緒20年）甲午战争中，他指挥魚雷艇「福龍」號同日本軍作战，威海衛之戰中他隨魚雷艇管帶王平駕艇出逃，遭到北洋水師、日軍以及岸上砲台的砲擊，他負傷隨福龍號被俘。战後他被释放，任水雷艇隊司令。1910年（宣統2年）他升任参将。翌年，他任海軍部軍制司司長。1911年（宣統3年），武昌起義，革命军与清军交战多日，袁世凯派蔡廷幹、劉承恩往武昌议和，但遭拒绝。
1912年（民国元年），他任高等軍事参謀、海軍中将。翌年，他任北洋政府的盐務署盐務厅总稽査兼税務所会办，此後他投身政界。1914年（民国3年），他任总統府礼官。1915年袁世凱称帝，蔡廷幹不满，同袁世凱开始疏远，同黎元洪和段祺瑞接近。
1917年（民国6年），他任税務学校校長。翌年，他任关税改訂委員会委員。1921年（民国10年），他任华盛顿会議中国代表团顧問。同年8月，他任中国紅十字会副会長。此后他历任关税特別会議準備处会办、揚子江水道讨论委員会副会長、五卅事件中国方面調査委員会委員長。
1926年（民国15年）7月，他任杜錫珪臨時攝政內閣署理外交总長兼关税会議全权代表，3个月后辞任。1931年（民国20年），他定居北平，在清華大学、燕京大学教授中国文学。
1935年（民国24年）9月24日，他在北平去世。享年75岁（滿74歳）。

## 延伸阅读
[在维基数据编辑]
 《游美同學錄·蔡廷幹》，出自《游美同學錄》
 在维基共享资源阅览影像
| 前任：施肇基 | 外交总長（署理）1926年7月 - 10月 | 繼任：顧維鈞 |

1. ↑  Howard L. Boorman; Joseph K. H. Cheng; Janet Krompart. . 哥倫比亞大學出版社. 1967年: 293–295  [2020-01-25]. ISBN 978-0-231-08957-9. （原始内容存档于2020-08-06）.
2. ↑  高勞.  . 東方雜誌. 1912-05 （中文）. 袁世凱未到京之先，曾派蔡廷幹、劉承恩至鄂，與黎元洪議和，黎以所開條件，仍主張君主立憲，拒不納